# Jacob Johnson

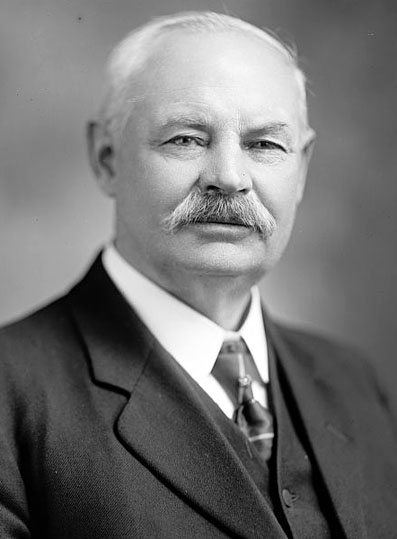
Jacob Johnson

Jacob Johnson (* 1. November 1847 in Aalborg, Dänemark; † 15. August 1925 in Salt Lake City, Utah) war ein US-amerikanischer Politiker. Zwischen 1913 und 1915 vertrat er den zweiten Wahlbezirk des Bundesstaates Utah im US-Repräsentantenhaus.

## Werdegang
Jacob Johnson kam im Jahr 1854 in die Vereinigten Staaten, wo er sich in Kalifornien und später im Utah-Territorium niederließ. Im Jahr 1868 erhielt er die Staatsbürgerschaft. Nach der Grundschule studierte Johnson Jura und wurde im Jahr 1877 als Rechtsanwalt zugelassen. Daraufhin begann er in Spring City im Utah-Territorium in seinem neuen Beruf zu arbeiten. Nebenbei war er auch in der Landwirtschaft tätig.
Zwischen 1880 und 1888 war Jacob Johnson Bundesbezirksstaatsanwalt im Utah-Territorium. Von 1888 bis 1890 war er Richter an einem Nachlassgericht im Sanpete County. Im gleichen Bezirk fungierte er von 1892 bis 1894 als Staatsanwalt. Johnson war Mitglied der Republikanischen Partei. Zwischen 1893 und 1895 war er Abgeordneter im territorialen Repräsentantenhaus. Danach war er von 1896 bis 1905 Richter im siebten juristischen Bezirk des inzwischen neu entstandenen Bundesstaates Utah.
1912 war er Delegierter zur Republican National Convention. Bei den Kongresswahlen desselben Jahres wurde er für den neu geschaffenen zweiten Bezirk von Utah in das US-Repräsentantenhaus gewählt, wo er zwischen dem 4. März 1913 und dem 3. März 1915 eine Legislaturperiode absolvierte. Im Jahr 1914 bewarb er sich erfolglos um die erneute Nominierung seiner Partei.
Nach dem Ende seiner politischen Karriere in Washington arbeitete Johnson als Rechtsanwalt in Salt Lake City. Dort ist er im Jahr 1925 auch verstorben.